# Proinsias Mac Cana
Proinsias MacCana (Belfast, 6 luglio 1926 – Dublino, 21 maggio 2004) è stato un linguista britannico naturalizzato irlandese.
Esperto filologo, profondo indagatore della storia culturale, è stato uno dei massimi esperti dei cosiddetti 'studi celtici'.

## Biografia
Proinsias MacCana è nato a Belfast nel 1926, figlio di George e di Mary Mallon. Trascorre la prima infanzia in città, condividendo il malessere sociale dovuto all'isolamento imposto alle famiglie come la sua, nazionalista e di tradizione cattolica, in seguito alla partizione d'Irlanda (1921).
Frequenta il Saint Malachy's College, poi la Queen's University, dove si laurea con il massimo dei voti in Celtic Studies, nel 1948. Prosegue gli studi a Parigi, alla Sorbona. Nel 1952 sposa Réiltín Supplì, con la quale avrà una figlia e un figlio.
Dal 1955 è Assistant Lecture presso lo University College Wales, ad Aberystwyth. Nel 1961 rientra in Irlanda per assumere la direzione della School of Celtic Studies presso il Dublin Institute for Advanced Studies (DIAS), il massimo organo di ricerca irlandese. Dal 1963 è professore allo University College Dublin: prima ricopre la cattedra di Welsh, poi anche quella di Old Irish, dal 1971. Nello stesso anno entra a far parte della Royal Irish Academy, di cui sarà Presidente dal 1979 al 1982. Nel 1985 torna al DIAS per assumerne la direzione, che manterrà fino al 1996.

## Prospettiva e metodo di studio
Alla profondissima conoscenza linguistica e filologica, MacCana affiancava uno spiccato interesse per la storia culturale dei cosiddetti popoli ‘celtici’, capace di aprirsi alla comparazione con la storie di culture anche diverse. Nell'ultimo periodo aumentò la sua attenzione per tematiche trasversali e di lungo periodo, esaminate anche nel vivo dell'attualità. Come il concetto di ‘centro comunitario’ e le manifestazioni che a esso sono corrisposte in diverse culture e in tempi anche recenti, che è l'argomento del suo ultimo libro (edito postumo, nel 2011).